# Коул, Эндрю Джон Гэлбрейт, 7-й граф Эннискиллен
Эндрю Джон Гилбрейт Коул, 7-й граф Эннискиллен (англ. Andrew John Gilbraith Cole, 7th Earl of Enniskillen; род. 28 апреля 1942) — англо-британский пэр и землевладелец в Кении. Он носил титул учтивости — виконт Коул с 1963 по 1989 год. Бывший управляющий директор Kenya Airways.

## Ранняя жизнь
Родился 28 апреля 1942 года. Единственный сын Дэвида Лаури Коула, 6-го графа Эннискиллена (1918—1989), и его жены Сони Мэри Сайерс.
Эндрю родился в Англии, когда его отец, родившийся в Кении и в основном живший там, служил в британской армии во время Второй мировой войны. Он получил образование в Итонском колледже, а затем в мае 1961 года был зачислен в Ирландскую гвардию, в которой он провёл пять лет, дослужившись до чина капитана.

## Карьера
По возвращении в Кению виконт Коул поступил на работу в Kenya Airways. Он стал гражданином Кении в 1972 году и был управляющим директором компании с 1979 по 1981 год.
30 мая 1989 года после смерти своего отца Эндрю Коул унаследовал титулы 7-го графа Эннискиллена, а также 7-го виконта Эннискиллена, 8-го барона Маунтфлоренса и 6-го барона Гринстеда, став членом Палаты лордов Великобритании до 1999 года.

## Личная жизнь
3 октября 1964 года Эндрю Коул женился на Саре Фрэнсис Кэролайн Эдвардс, дочери генерал-майора Джона Кейта Эдвардса. У супругов было три дочери, родившиеся в в Кении:
- Леди Аманда Мэри Коул (род. 4 мая 1966)[3]
- Леди Эмма Фрэнсис Коул (род. 14 февраля 1969)[3]
- Леди Люси Кэролайн Коул (род. 8 декабря)[3].

Предполагаемым наследником звания пэра является двоюродный брат лорда Эннискиллена Беркли Артур Коул (род. 1949), старший сын Артура Джеральда Коула, младшего брата 6-го графа Эннискиллена. Беркли Артур Коул женат на Сесилии Ридли, дочери Мэтью Уайта Ридли, 4-го виконта Ридли, и у них двое сыновей.